# AFLAX
AFLAX è l'acronimo che sta per Asynchronous Flash and XML, il cui marchio è di proprietà della Xamlon, Inc.
AFLAX è una metodologia di sviluppo che unisce AJAX ed il flash player, per generare applicazioni web dinamiche. La tecnologia di AFLAX è disponibile come libreria sul sito ufficiale di AFLAX.
Flash è stato dichiarato obsoleto il 31 dicembre 2020.

## Storia
La libreria di AFLAX è stata generata da Paul Colton, il creatore originale di Adobe Jrun ed il fondatore di Xamlon, inc. Ci sono molte aziende che offrono prodotti competitivi per implementare le librerie AFLAX.

## Caratteristiche
Permette agli sviluppatori di usare il linguaggio JavaScript per utilizzare tutte le caratteristiche di runtime di Flash, compreso i grafici, la rete, il video ed il supporto della macchina fotografica.

## Licenza d'uso
La libreria di AFLAX è a sorgente aperto e sotto la licenza Mozilla Public License.